# Cannelburg
Cannelburg – miasto w Stanach Zjednoczonych, w stanie Indiana, w hrabstwie Daviess.